# دی‌الدرین
دی‌الدرین (به انگلیسی: Dieldrin) یک ترکیب شیمیایی است. و جرم مولی آن 380.91 g/mol می‌باشد. 